# 소말리아의 국가
깃발을 찬양하라(소말리어: Qolobaa Calankeed 콜로바 알랑케드)는 소말리아의 새 국가이다. 2012년에 국가로 제정되었고 현재 소말리아어 가사가 2절까지 있다.

## 소말리아어가사
Qolobaa calankeen(콜로바- 알랑켄)
waa ceynoo(우와- 아이노-)
Innaga keenu waa(인나가 케-누 와-)
Cirkoo kale ee(이르코- 칼레 에-)
Oon caadna lahayn(온- 아-드나 라하인)
Ee caashaqaye(에- 아-샤가예)
Xidigyahay cadi(히디갸하이 아디)
Waad noo ciidamisee(와-드 노- 이-다미세-)
Carradaa kaligaa(아라다- 칼리가-)
adow curadee(아도우 우라데-)
cadceeda sidee(아드 에-다 시데-)
lo caan noqo ee(로 안- 노코 에-)
sidii culagii(시디- 울라기-)
ciidad marisee(이-닫 마리세-)
Alloow haku celin(알로우 하쿠 엘린)
Alloow haku celin(알로우 하쿠 엘린)

### 한국어해석
어떤 나라의 국기든, 고유의 색깔을 낳으니,
우리 위의 하늘은, 우리의 것을 닮았다네
결점은 하나도 없으니, 정직하게 사랑하여라
하얀 별이여, 우리는 그대를 위해 봉사하리라
그대는 우수하도다, 우리의 땅이라면 그 어느 곳에서라도
널리 알려져라, 별이여, 멀리 있는 저 태양과 같이

## 이전 국가
1960년부터 2000년까지는 이탈리아 출신의 작곡가인 주세페 블란크가 제작한 소말리아여, 영원하라(Somalia Hanolato)가 사용되었다. 이 국가는 1960년에 채택되었다. 2000년부터 2012년까지는 일어나라, 소말리아여(Soomaaliyeey toosoo)가 사용되었다.

## 같이 보기
- 소말리아의 역사
- 소말리아의 국기